# Rebrovići
 Rebrovići  falu Horvátországban, Károlyváros megyében. Közigazgatásilag Tounjhoz tartozik.

## Fekvése
Károlyvárostól 32 km-re délnyugatra, községközpontjától 3 km-re délkeletre fekszik.

## Története
A falunak 1857-ben 768, 1910-ben 724 lakosa volt. Trianonig Modrus-Fiume vármegye Ogulini járásához tartozott. 2011-ben a falunak 180 lakosa volt.

## Lakosság
| Lakosság változása | Lakosság változása | Lakosság változása | Lakosság változása | Lakosság változása | Lakosság változása | Lakosság változása | Lakosság változása | Lakosság változása | Lakosság változása | Lakosság változása | Lakosság változása | Lakosság változása | Lakosság változása | Lakosság változása | Lakosság változása |
| ------------------ | ------------------ | ------------------ | ------------------ | ------------------ | ------------------ | ------------------ | ------------------ | ------------------ | ------------------ | ------------------ | ------------------ | ------------------ | ------------------ | ------------------ | ------------------ |
| 1857               | 1869               | 1880               | 1890               | 1900               | 1910               | 1921               | 1931               | 1948               | 1953               | 1961               | 1971               | 1981               | 1991               | 2001               | 2011               |
| 768                | 705                | 646                | 795                | 744                | 724                | 793                | 907                | 1007               | 990                | 841                | 639                | 446                | 306                | 200                | 180                |

## Nevezetességei
A faluban a 85. szám alatt, a Tounjčica folyó szurdokának közelében kiemelkedő építészeti és néprajzi értékű lakóház található. A földszintes épületben a hagyományos népi építkezés szinte minden eredeti eleme megmaradt: a német technikával összekötött tölgyfa deszkák, a kontyolt, rozsszalmával borított nyeregtető, belső tér a döngölt földes padlóval és a nyitott tűzhellyel és a kétszobás elrendezés. A ház melletti ciszterna és a két melléképület a 20. század elején épült.